# Sauernheim

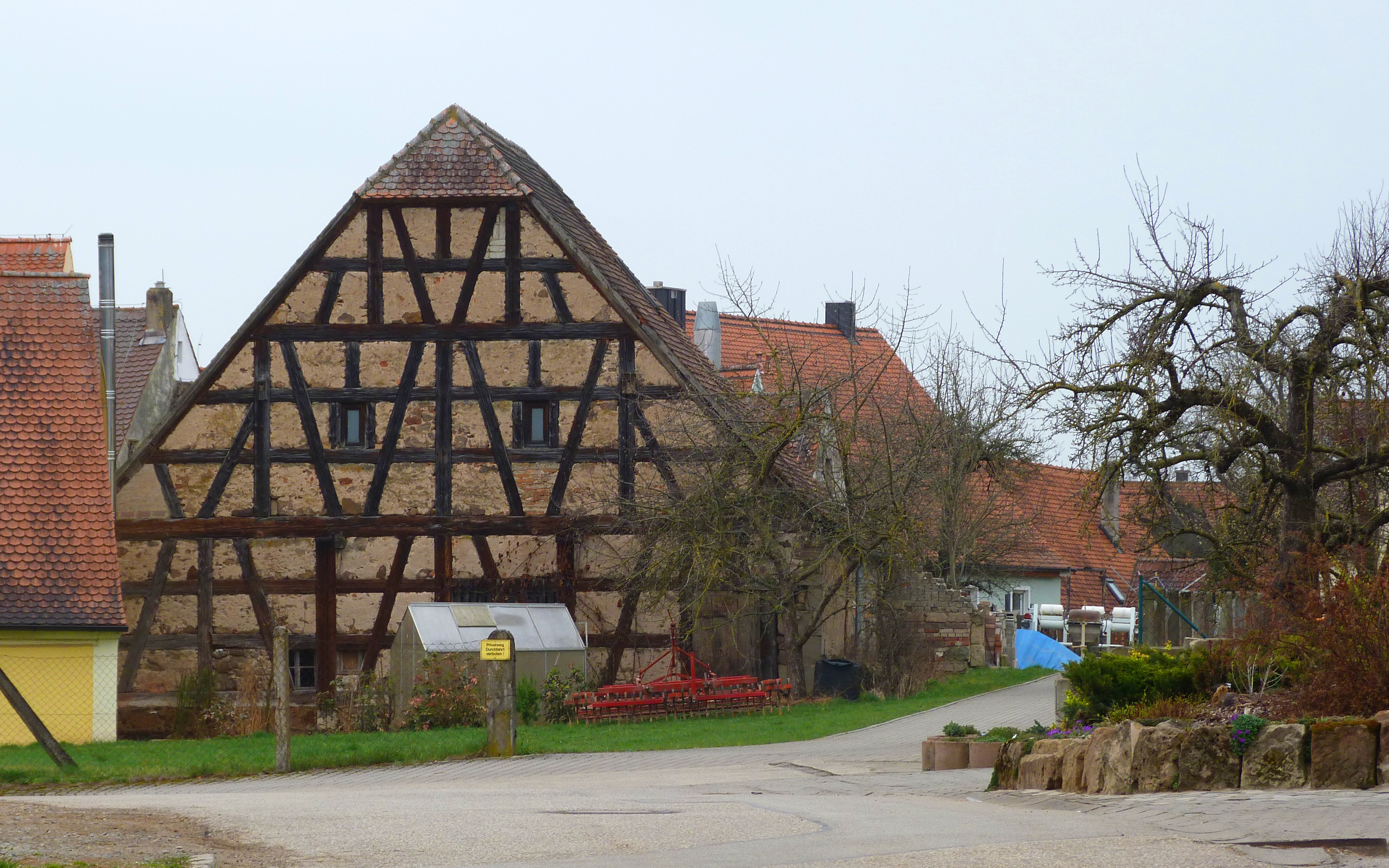
Scheune mit Krüppelwalmdach

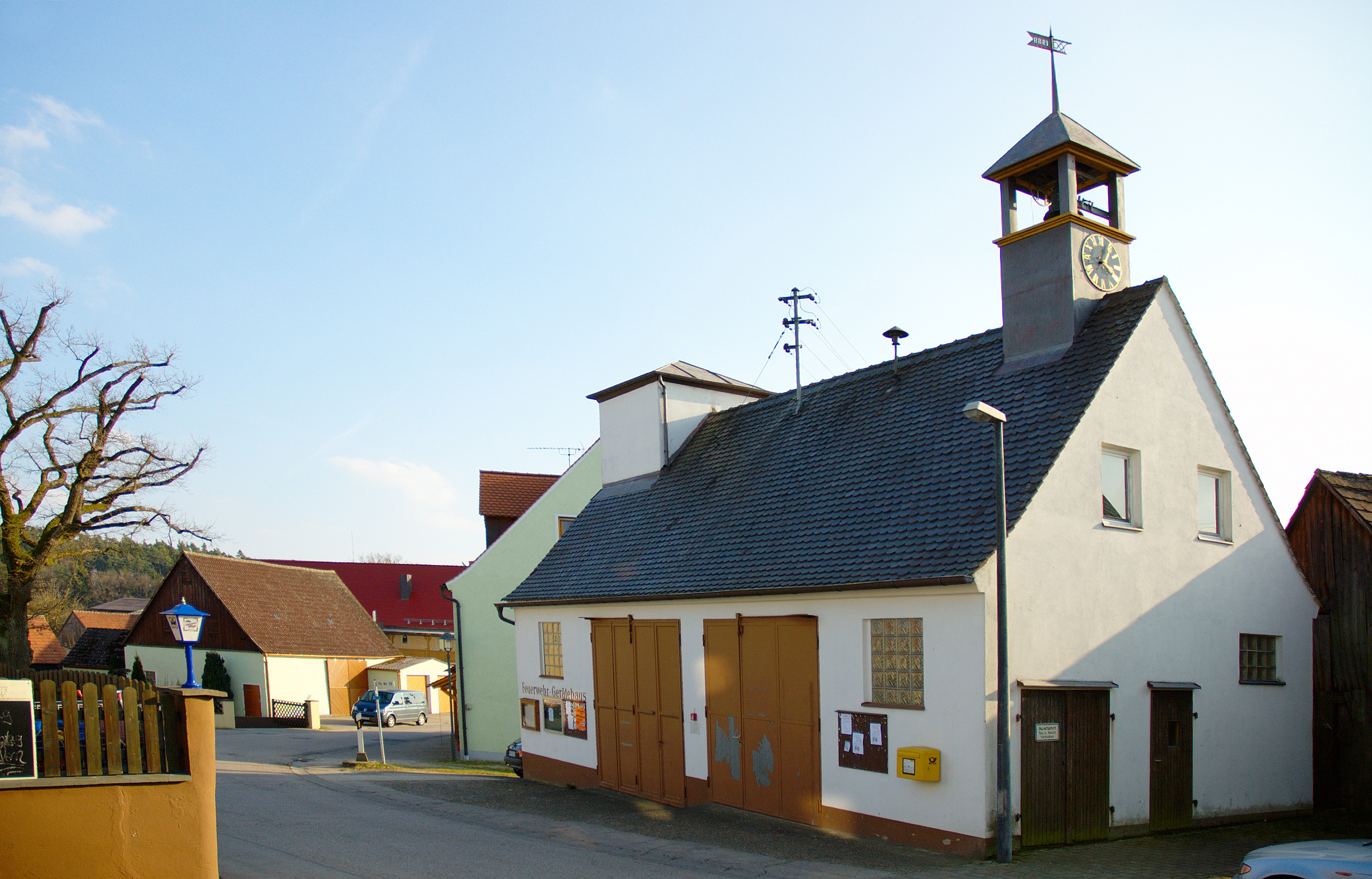
Feuerwehrhaus

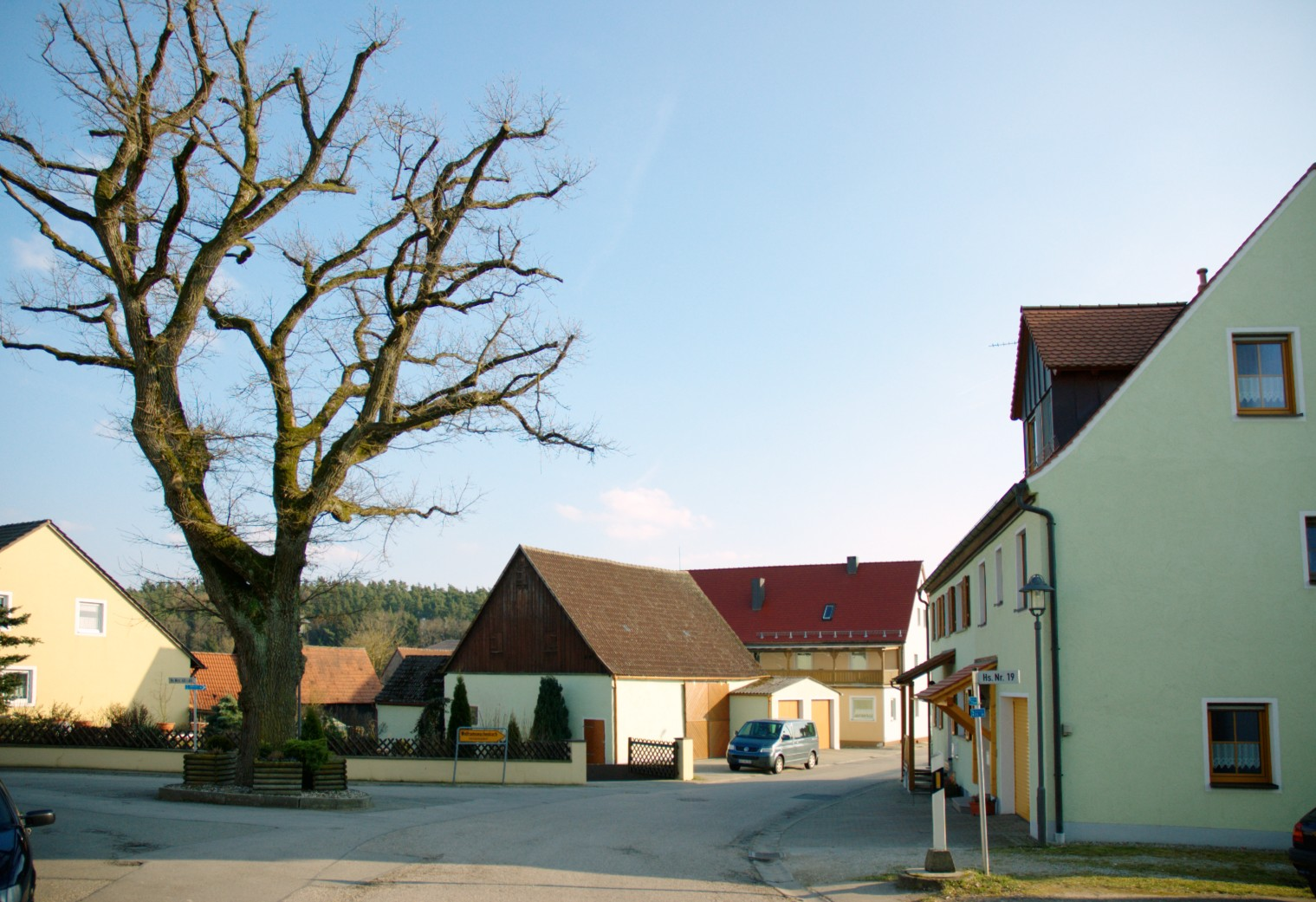
Ortskern

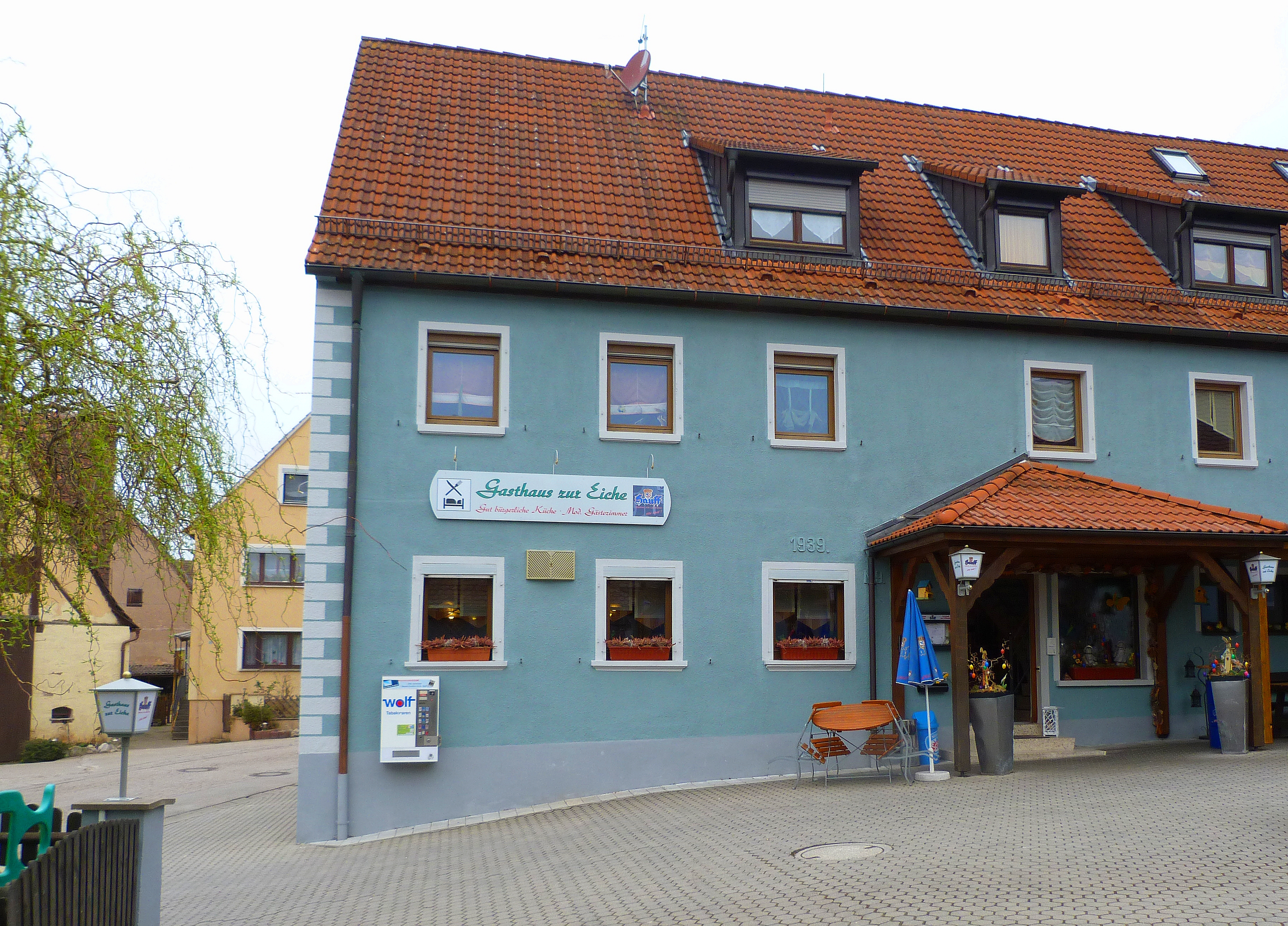
Gasthaus zur Eiche

Sauernheim (fränkisch: Sauerum) ist ein Gemeindeteil der Stadt Windsbach im Landkreis Ansbach (Mittelfranken, Bayern). Die Gemarkung Sauernheim hat eine Fläche von 4,530 km². Sie ist in 539 Flurstücke aufgeteilt, die eine durchschnittliche Flurstücksfläche von 8405,27 m² haben. In ihr liegt neben dem namensgebenden Ort der Gemeindeteil Hopfenmühle.

## Geografie
Das Dorf liegt am Sauernheimer Graben, der dort als rechter Zufluss in den Hopfengraben mündet, der wiederum ein rechter Zufluss der Fränkischen Rezat ist. Südöstlich beginnen die Kieselhölzer, 0,5 km östlich erhebt sich der Kieselbuck, 1 km südlich der Mehlberg.
Eine Gemeindeverbindungsstraße führt nach Reutern (2,2 km südwestlich), bzw. nach Bechhofen zur Staatsstraße 2223 (3 km nordöstlich). Weitere Gemeindeverbindungsstraßen führen nach Fischbach zur Kreisstraße AN 14 (2,4 km nordwestlich), zur Staatsstraße 2220 unmittelbar nördlich von Ismannsdorf (1,3 km südöstlich) und über die Hopfenmühle nach Neuses bei Windsbach (3 km östlich).

## Geschichte
Der Ort wurde 1273 als „Surheim“ erstmals urkundlich erwähnt. Das Bestimmungswort des Ortsnamens ist das mittelhochdeutsche Adjektiv „sûr“ (=sauer, nass) und verweist auf eine ungünstige Bodenlage, die erst spät besiedelt wurde, nachdem die guten Lagen schon besetzt waren.
1275 kaufte das Kloster Heilsbronn von Graf Konrad von Oettingen Güter in Sauernheim. In der Folgezeit erwarb das Kloster insgesamt 11 Anwesen.
Im 16-Punkte-Bericht des Oberamts Windsbach aus dem Jahr 1608 wurden für Sauernheim 14 Mannschaften verzeichnet: 1 Hof und 1 Gut gehörten dem Kastenamt Windsbach, 7 Höfe und 3 Güter dem Verwalteramt Merkendorf, 1 Gut der Reichsstadt Nürnberg, 1 Gut dem Stadtvogteiamt Eschenbach des Deutschen Ordens. Außerdem gab es ein Gemeindehirtenhaus. Das Hochgericht übte das brandenburg-ansbachische Kasten- und Stadtvogteiamt Windsbach aus. Das Verwalteramt Merkendorf übte das Gemeinderecht und den Hirtenstab aus.
Im Dreißigjährigen Krieg brannte zwar nur einer von den elf Heilsbronner Höfen ab, jedoch wurden acht von den elf Hofbesitzern getötet, der Rest ist geflohen, so dass der Ort 1632/34 vollständig verödet war.
In den Oberamtsbeschreibungen des Fürstentums Ansbach von Johann Georg Vetter aus dem Jahr 1732 wird der Ort folgendermaßen beschrieben:

„Weiler, 3 Höfe nach Windsbach, hiervon Birkhof ist nebst einen Weiher im Dellenbach 3 Morgen, einem Holz, der Hopfengraben genannt, nebst gedachten Weiher gelegen, 100 Morgen groß und einem Holz in der Brünst 6 Morgen von Anna Pommerin einer Witwe zu Eschenbach für 500 Gulden. Laut Kaufbrief 1538 gekauft und in zwei Höfe geteilt worden. Das dritte, die Schankstätt, 1710 neu errichtet. Dann sind noch 11 Höfe da nach Merkendorf, ein nach Nürnberg und ein Deutsch Orden und ein Hirtenhaus, demnach 17 Häuser, die Evangelischen nach Windsbach und die Katholiken nach Eschenbach gepfarrt.“

Seit dem 18. Jahrhundert förderten und verkauften die Sauernheimer als Nebenerwerb Steine aus dem Hopfengraben. Auch das Windsbacher Rathaus wurde 1749 aus solchen Steinen erbaut. In der Amtsbeschreibung des Pflegamtes Lichtenau aus dem Jahr 1748 wurden für den Ort 16 Untertansfamilien angegeben, wovon eine der Hauptmannschaft Immeldorf des Pflegamtes unterstand und die übrigen anderen Grundherren.
Gegen Ende des 18. Jahrhunderts gab es in Sauernheim mit der Hopfenmühle 21 Anwesen und ein Gemeindehirtenhaus. Das Hochgericht übte weiterhin das Kasten- und Stadtvogteiamt Windsbach aus, die Dorf- und Gemeindeherrschaft hatte das Verwalteramt Merkendorf. Grundherren waren das Fürstentum Ansbach (19 Anwesen; Kastenamt Windsbach: 2 Halbhöfe, 1 Gut, 1 Wirtshaus, 1 Mühle, 1 Leerhaus; Verwalteramt Merkendorf: 4 Höfe, 4 Halbhöfe, 1 Viertelhof, 1 Gut, 2 Gütlein, 1 Leerhaus), das Landesalmosenamt der Reichsstadt Nürnberg (1 Gut) und das Stadtvogteiamt Eschenbach des Deutschen Ordens (1 Gut). Von 1797 bis 1808 unterstand der Ort dem Justiz- und Kammeramt Windsbach.
1806 kam Sauernheim an das Königreich Bayern. Im Rahmen des Gemeindeedikts wurde 1808 der Steuerdistrikt Sauernheim gebildet, zu dem Ballmannshof, Bölleinsmühle, Erlenmühle, Fischbach, Gotzendorf, Gotzenmühle, Hopfenmühle, Ismannsdorf, Reutern, Rückersdorf, Sallmannshof, Speckheim, Spiegelhof, Utzenmühle, Wattenbach und Wöltendorf gehörten. Die Ruralgemeinde Sauernheim entstand 1810 und war deckungsgleich mit dem Steuerdistrikt Sauernheim. Sie war in Verwaltung und Gerichtsbarkeit dem Landgericht Heilsbronn zugeordnet und in der Finanzverwaltung dem Rentamt Windsbach. Mit dem Zweiten Gemeindeedikt (1818) wurden fünf Ruralgemeinden gebildet:
- Fischbach mit Rückersdorf;
- Ismannsdorf mit Speckheim;
- Reutern mit Bölleinsmühle, Sallmannshof, Spiegelhof, Utzenmühle und Wöltendorf;
- Sauernheim mit Hopfenmühle;
- Wattenbach mit Ballmannshof, Erlenmühle, Gotzendorf und Gotzenmühle.[20]

Von 1862 bis 1879 gehörte Sauernheim zum Bezirksamt Heilsbronn, seit 1880 zum Bezirksamt Ansbach (1939 in Landkreis Ansbach umbenannt) und zum Rentamt Heilsbronn (1919–1929: Finanzamt Heilsbronn, seit 1929: Finanzamt Ansbach). Die Gerichtsbarkeit blieb beim Landgericht Heilsbronn (1879 in Amtsgericht Heilsbronn umbenannt), seit 1956 ist das Amtsgericht Ansbach zuständig. Die Gemeinde hatte 1964 eine Gebietsfläche von 4,516 km². Im Zuge der Gebietsreform in Bayern wurde die Gemeinde Sauernheim am 1. Januar 1974 nach Windsbach eingemeindet.

### Baudenkmal
- Haus Nr. 57: ehemaliges Wohnstallhaus mit Scheune[24]

### Bodendenkmäler
- Westlich von Sauernheim gab es eine Siedlung vor- und frühgeschichtlicher Zeitstellung.[24]
- Südwestlich von Sauernheim befindet sich eine Nekropole aus der Urnenfelderzeit. In den Hügelgräbern konnten aus Tonscherben sieben Gefäße rekonstruiert werden. Daneben konnten Metallteile gefunden werden, darunter eine Bronzenadel und ein Bronzearmreif.[25]

### Einwohnerentwicklung
Gemeinde Sauernheim
| Jahr      | 1818   | 1840   | 1852   | 1855   | 1861   | 1867   | 1871   | 1875   | 1880   | 1885   | 1890   | 1895   | 1900   | 1905   | 1910   | 1919   | 1925   | 1933   | 1939   | 1946   | 1950   | 1952   | 1961   | 1970   |
| Einwohner | 131    | 122    | 141    | 142    | 160    | 162    | 162    | 163    | 165    | 172    | 161    | 168    | 158    | 164    | 169    | 160    | 162    | 131    | 123    | 172    | 159    | 157    | 124    | 131    |
| Häuser    | 26     | 24     |        |        |        |        | 28     |        |        | 30     | 34     |        | 33     |        |        |        | 31     |        |        |        | 29     |        | 29     |        |
| Quelle    | [ 27 ] | [ 28 ] | [ 29 ] | [ 29 ] | [ 30 ] | [ 31 ] | [ 32 ] | [ 33 ] | [ 34 ] | [ 35 ] | [ 36 ] | [ 37 ] | [ 38 ] | [ 37 ] | [ 39 ] | [ 37 ] | [ 40 ] | [ 37 ] | [ 37 ] | [ 37 ] | [ 41 ] | [ 37 ] | [ 21 ] | [ 42 ] |

Ort Sauernheim
| Jahr      | 001818 | 001840 | 001861 | 001871 | 001885 | 001900 | 001925 | 001950 | 001961 | 001970 | 001987 |
| Einwohner | 120    | 117    | 160    | 154    | 165    | 151    | 156    | 155    | 119    | 124    | 140    |
| Häuser    | 24     | 23     |        |        | 29     | 32     | 30     | 28     | 28     |        | 32     |
| Quelle    | [ 27 ] | [ 28 ] | [ 30 ] | [ 32 ] | [ 35 ] | [ 38 ] | [ 40 ] | [ 41 ] | [ 21 ] | [ 42 ] | [ 1 ]  |

## Religion
Der Ort ist seit der Reformation evangelisch-lutherisch geprägt und war ursprünglich nach Unserer Lieben Frau (Merkendorf) gepfarrt, seit 1685 ist die Pfarrei St. Margareta (Windsbach) zuständig, nachdem die Bewohner schon ab 1575 den Gottesdienst in Windsbach besucht hatten. Die Einwohner römisch-katholischer Konfession waren ursprünglich nach St. Nikolaus (Mitteleschenbach) gepfarrt, heute ist die Pfarrei St. Bonifatius (Windsbach) zuständig.